# Pseudorthocladius nigerrimus
Pseudorthocladius nigerrimus är en tvåvingeart som först beskrevs av Jean-Jacques Kieffer 1918.  Pseudorthocladius nigerrimus ingår i släktet Pseudorthocladius och familjen fjädermyggor. Inga underarter finns listade i Catalogue of Life.